# Campeonato Argentino de Futebol Feminino de 2011-12
O Campeonato Argentino de Futebol Feminino 2011-12 foi a 21ª edição da competição organizada pela AFA.

## Regulamento
Disputada por 11 clubes , a Primera División é disputada em 2 torneios: Apertura e Clausura, ambos em turno único com todos contra todos. O 1º colocado de cada torneio sagra-se campeão do mesmo.

### Critérios de desempate
Caso haja empate de pontos entre dois clubes, os critérios de desempates serão aplicados na seguinte ordem (válido para cada torneio). Esses são os critérios:
1. Saldo de gols
2. Gols marcados
3. Confronto direto

### Libertadores Feminina
O campeão do Torneo Apertura e do Torneo Clausura irão se enfrentar em um play-off para decidir a equipe classificada. Se os campeões forem o mesmo ele irá se classificar direto para a competição.

## Participantes
| Equipe                     | Cidade        | Estádio                         | Capacidade | Títulos (último)   |
| -------------------------- | ------------- | ------------------------------- | ---------- | ------------------ |
| Boca Juniors               | Buenos Aires  | La Bombonera                    | 49.000     | 19 (Clausura 2011) |
| Estudiantes                | La Plata      | Centenario (Quilmes)*           | 30.200     | 0 (não possui)     |
| Huracán                    | Buenos Aires  | El Palacio                      | 48.314     | 0 (não possui)     |
| Independiente              | Avellaneda    | Estádio Libertadores de América | 32.500     | 0 (não possui)     |
| Lugano                     | La Matanza    | Estádio José Moraños            | 2.950      | 0 (não possui)     |
| Platense                   | Vicente López | Estádio Ciudad de Vicente López | 31.000     | 0 (não possui)     |
| River Plate                | Buenos Aires  | Monumental de Núñez             | 57.901     | 10 (Clausura 2010) |
| San Lorenzo                | Buenos Aires  | El Nuevo Gasómetro              | 39.963     | 1 (Apertura 2008)  |
| UAI Urquiza                | San Martín    | Monumental de Villa Lynch       | 1.000      | 0 (não possui)     |
| UBA                        | Buenos Aires  | Estádio F.C. Oeste AuxPonteve   | 500        | 0 (não possui)     |
| Velez Sarsfield (Mercedes) | Mercedes      | Estádio Municipal de Mercedes   | 1.000      | 0 (não possui)     |

(*) - Estádio Ciudad de La Plata está em reformas.

## Torneo Apertura

### Classificação
| Torneo Apertura | Torneo Apertura            | Torneo Apertura | Torneo Apertura | Torneo Apertura | Torneo Apertura | Torneo Apertura | Torneo Apertura | Torneo Apertura | Torneo Apertura | Torneo Apertura | Torneo Apertura | Torneo Apertura |
| Time | Time                       | Pts             | J               | V               | E               | D               | GP              | GC              | SG              |                 |                 |                 |
| --- | -------------------------- | --------------- | --------------- | --------------- | --------------- | --------------- | --------------- | --------------- | --------------- | --------------- | --------------- | --------------- |
| 1 | Boca Juniors               | 30              | 10              | 10              | 0               | 0               | 78              | 3               | +75             |                 |                 |                 |
| 2 | Estudiantes                | 25              | 10              | 8               | 1               | 1               | 33              | 7               | +26             |                 |                 |                 |
| 3 | River Plate                | 24              | 10              | 8               | 0               | 2               | 50              | 12              | +38             |                 |                 |                 |
| 4 | UAI Urquiza                | 20              | 10              | 6               | 2               | 2               | 59              | 11              | +48             |                 |                 |                 |
| 5 | San Lorenzo                | 16              | 10              | 5               | 1               | 4               | 23              | 11              | +12             |                 |                 |                 |
| 6 | UBA                        | 15              | 10              | 5               | 0               | 5               | 29              | 21              | +8              |                 |                 |                 |
| 7 | Huracán                    | 13              | 10              | 4               | 1               | 5               | 23              | 26              | -3              |                 |                 |                 |
| 8 | Independiente              | 10              | 10              | 3               | 1               | 6               | 13              | 24              | -11             |                 |                 |                 |
| 9 | Platense                   | 3               | 10              | 1               | 0               | 9               | 9               | 65              | -56             |                 |                 |                 |
| 10 | Velez Sarsfield (Mercedes) | 3               | 10              | 1               | 0               | 9               | 4               | 67              | -63             |                 |                 |                 |
| 11 | Lugano                     | 3               | 10              | 1               | 0               | 9               | 5               | 79              | -74             |                 |                 |                 |
| Pts – Pontos ganhos; J – Jogos; V - Vitórias; E - Empates; D - Derrotas; GP – Gols pró; GC – Gols contra; SG – Saldo de gols |                            |                 |                 |                 |                 |                 |                 |                 |                 |                 |                 |                 |

|  |                                    |
|  | Campeão e classificado ao play-off |

| Torneo Apertura 2011                    |
| --------------------------------------- |
| Club Atlético Boca Juniors (20º título) |

### Artilharia
| Gols | Jogador             | Time         |
| ---- | ------------------- | ------------ |
| 28   | Belén Potassa       | Boca Juniors |
| 20   | Soledad Jaimes      | Boca Juniors |
| 16   | Mariana Larroquette | River Plate  |
| 13   | Lucía Martelli      | UBA          |
| 13   | Mercedes Pereyra    | UAI Urquiza  |

## Torneo Clausura

### Classificação
| Torneo Clausura | Torneo Clausura            | Torneo Clausura | Torneo Clausura | Torneo Clausura | Torneo Clausura | Torneo Clausura | Torneo Clausura | Torneo Clausura | Torneo Clausura | Torneo Clausura | Torneo Clausura | Torneo Clausura |
| Time | Time                       | Pts             | J               | V               | E               | D               | GP              | GC              | SG              |                 |                 |                 |
| --- | -------------------------- | --------------- | --------------- | --------------- | --------------- | --------------- | --------------- | --------------- | --------------- | --------------- | --------------- | --------------- |
| 1 | UAI Urquiza                | 23              | 9               | 7               | 2               | 0               | 36              | 5               | +31             |                 |                 |                 |
| 2 | Boca Juniors               | 22              | 9               | 7               | 1               | 1               | 48              | 9               | +39             |                 |                 |                 |
| 3 | San Lorenzo                | 20              | 9               | 6               | 2               | 1               | 43              | 16              | +27             |                 |                 |                 |
| 4 | River Plate                | 16              | 9               | 5               | 1               | 3               | 47              | 15              | +32             |                 |                 |                 |
| 5 | Estudiantes                | 15              | 9               | 4               | 3               | 2               | 19              | 10              | +9              |                 |                 |                 |
| 6 | UBA                        | 13              | 9               | 4               | 1               | 4               | 11              | 22              | -11             |                 |                 |                 |
| 7 | Huracán                    | 9               | 9               | 3               | 0               | 6               | 2               | 24              | -22             |                 |                 |                 |
| 8 | Velez Sarsfield (Mercedes) | 7               | 9               | 2               | 1               | 5               | 11              | 56              | -45             |                 |                 |                 |
| 9 | Independiente              | 4               | 9               | 1               | 1               | 7               | 9               | 22              | -13             |                 |                 |                 |
| 10 | Platense                   | 0               | 9               | 0               | 0               | 9               | 4               | 51              | -45             |                 |                 |                 |
| Pts – Pontos ganhos; J – Jogos; V - Vitórias; E - Empates; D - Derrotas; GP – Gols pró; GC – Gols contra; SG – Saldo de gols |                            |                 |                 |                 |                 |                 |                 |                 |                 |                 |                 |                 |

|  |                                    |
|  | Campeão e classificado ao play-off |

| Torneo Clausura 2012                   |
| -------------------------------------- |
| Club Deportivo UAI Urquiza (1º título) |

### Artilharia
| Gols | Jogador             | Time         |
| ---- | ------------------- | ------------ |
| 18   | Mariana Larroquette | River Plate  |
| 15   | Carina Nuñez        | San Lorenzo  |
| 11   | Paula Ugarte        | UAI Urquiza  |
| 10   | Yael Oviedo         | Boca Juniors |

## Play-off
O Boca Juniors se classificou para disputar a Copa Libertadores da América de Futebol Feminino de 2012 após ganhar o UAI Urquiza no play-off.
| 30 de junho de 2012 | Boca Juniors                                                                          | 6 – 0 | UAI Urquiza | Estádio Casa Amarilla, Buenos Aires |
| 15:30               | Belén Potassa 15', 27' · Yael Oviedo 38', 46' · Roxana Gómez 72' · Vanesa Santana 86' |       |             |                                     |

| 7 de julho de 2012 | UAI Urquiza | 0 – 7 | Boca Juniors                                                                        | Estádio Monumental de Villa Lynch, Buenos Aires |
| 15:30              |             |       | Belén Potassa , · Yael Oviedo , · Soledad Jaimes · Roxana Gómez · Zurda Gómez g.c.' |                                                 |